# Rechtsdienstleistung
Rechtsdienstleistung ist jede Tätigkeit in konkreten fremden Angelegenheiten, sobald sie eine rechtliche Prüfung des Einzelfalls erfordert. In Deutschland wird ihre Zulässigkeit im Rechtsdienstleistungsgesetz geregelt. Juristische Dienstleistungen spielen in Deutschland eine erhebliche Rolle. Die Bundesrepublik ist weit hinter den Vereinigten Staaten der zweitgrößte Markt für Rechtsdienstleistungen, in Deutschland wurden 2009 6,5 % aller juristischen Dienstleistungen weltweit erbracht (USA 47,6 %).

## Deutschland
Rechtsdienstleistung ist jede Tätigkeit in konkreten fremden Angelegenheiten, sobald sie eine rechtliche Prüfung des Einzelfalles erfordert (§ 2 RDG). 
Tätigkeiten, die sich im Auffinden, der Lektüre, der Wiedergabe und der bloß schematischen Anwendung von Rechtsnormen erschöpfen, sind allerdings keine Rechtsdienstleistungen. Dies betrifft etwa die allgemeine Aufklärung über rechtliche Hintergründe, die Geltendmachung unstreitiger Ansprüche und die Mitwirkung bei einem Vertragsschluss oder eine Vertragskündigung.
Eine Rechtsdienstleistung liegt allerdings nicht erst dann vor, wenn eine umfassende oder besonders tiefgehende juristische Prüfung erforderlich wird. Bereits die juristische Prüfung einfacher Sachverhalte stellt eine Rechtsdienstleistung dar. Im RDG sind allerdings eine Reihe von Tätigkeiten geregelt, die keine Rechtsdienstleistung darstellen, etwa die Erstattung wissenschaftlicher Gutachten, die Mediation, die Erörterung rechtlicher Angelegenheiten von Beschäftigten mit ihren Betriebs- und Personalräten sowie die Schwerbehindertenvertretung und die an die Allgemeinheit gerichtete Darstellung von Erörterung in den Medien (§ 2 Abs. 3 RDG).
Eine automatisierte Rechtsdienstleistung wie die Erstellung eines Vertragsentwurfs mithilfe eines digitalen Rechtsdokumentengenerators, bei dem anhand von Fragen und vom Nutzer auszuwählenden Antworten standardisierte Vertragsklauseln abgerufen werden, stellt dagegen keine Rechtsdienstleistung im Sinne von § 2 Abs. 1 RDG dar.

### Zulässigkeit der Erbringung von Rechtsdienstleistungen
Das Rechtsdienstleistungsgesetz enthält keine umfassende Rechtsdienstleistungsbefugnis, sondern regelt – anders als das Rechtsberatungsgesetz – nur die Befugnis für die Erbringung von Rechtsdienstleistungen außerhalb von Gerichtsverfahren. Es regelt auch nicht die Befugnis zur Erbringung von Rechtsdienstleistungen in gemeinsamen Rechtssachen. Die Vertretung innerhalb von gerichtlichen Verfahren ist hingegen in den einzelnen Verfahrensordnungen der Gerichte geregelt, wobei die Vertretung durch Nicht-Anwälte nicht im gleichen Umfang freigegeben ist wie die außergerichtliche Rechtsdienstleistung. Umfassende Rechtsdienstleistungen dürfen nur durch einen Rechtsanwalt oder diesem gleichgestellte Personen nach den für diesen Personenkreis geltenden Rechtsvorschriften erteilt werden. Fälle echter Rechtsanwendung sind allein dem Rechtsanwalt vorbehalten.

### Arten

#### Rechtsdienstleistung als Nebenleistung
Die Erbringung von außergerichtlichen Rechtsdienstleistungen ist zum einen dann zulässig, wenn sie als Nebenleistung zum Berufs- und Tätigkeitsfeld einer anderen Tätigkeit gehören (§ 5 RDG). Ob eine Nebenleistung vorliegt, ist nach ihrem Inhalt, Umfang und sachlichem Zusammenhang mit der Haupttätigkeit unter Berücksichtigung der einschlägigen Rechtskenntnisse, die für die Haupttätigkeit erforderlich sind, zu beurteilen. Als erlaubte Nebenleistung zählt das Gesetz ausdrücklich, aber nicht abschließend, die Testamentsvollstreckung, die Haus- und Wohnungsverwaltung und die Fördermittelberatung auf. Ein weiteres Beispiel ist etwa Beratung über Fragen des Baurechts und der Sachmängelhaftung durch einen Architekten.

#### Rechtsdienstleistungen durch nicht registrierte Personen
Zulässige Rechtsdienstleistungen, die keiner Registrierung im Rechtsdienstleistunsgregister bedürfen, sind:
- unentgeltliche Rechtsdienstleistungen, die nicht im Zusammenhang mit einer entgeltlichen Tätigkeit stehen, insbesondere innerhalb familiärer, nachbarschaftlicher oder ähnlich enger persönlicher Beziehungen (§ 6 RDG)
- Rechtsdienstleistungen durch Berufs- und Interessenvereinigungen oder Genossenschaften für ihre Mitglieder im Rahmen ihres satzungsgemäßen Aufgabenbereichs (§ 7 Abs. 1 RDG), beispielsweise die Rechtsberatung von Verkehrsclubs oder Gewerkschaften für ihre Mitglieder; diese Rechtsdienstleistungen dürfen nur durch eine Person mit Erlaubnis zur entgeltlichen Erbringung von außergerichtlichen Rechtsdienstleistungen oder der Befähigung zum Richteramt oder unter ihrer Anleitung erbracht werden (§ 7 Abs. 2 RDG)
- Rechtdienstleistungen durch öffentliche oder öffentlich anerkannte Stellen, etwa die altruistische, karitative Rechtsberatung durch die Verbraucherzentralen, bestimmte Behörden oder Verbände der freien Wohlfahrtspflege (§ 8 RDG); ihnen ist abweichend von § 6 RDG auch die entgeltliche und in Abweichung von § 7 RDG auch Rechtsdienstleistung für Nichtmitglieder erlaubt. Entgeltlichkeit oder Leistung für Nichtmitglieder kann aber wiederum durch Satzungen oder spezielle Gesetze ausgeschlossen sein. Auch Kirchen und ihre Untergliederungen dürfen in Sozial- und Asylrechtsangelegenheiten karitativ beraten[5].

#### Rechtsdienstleistungen durch registrierte Personen
Natürliche und juristische Personen sowie rechtsfähige Personengesellschaften, die beim Bundesamt für Justiz im Rechtsdienstleistungsregister registriert sind (§ 16 RDG), dürfen aufgrund besonderer Sachkunde Rechtsdienstleitungen in folgenden Bereichen erbringen (§ 10 Abs. 1 RDG):
- die Einziehung fremder oder zum Zweck der Einziehung auf fremde Rechnung abgetretener Forderungen, wenn die Forderungseinziehung als eigenständiges Geschäft betrieben wird,  einschließlich der auf die Einziehung bezogenen rechtlichen Prüfung und Beratung (Inkassodienstleistung), beispielsweise die Tätigkeit der Beihilfeberater
- Rentenberatungen
- Rechtsdienstleistungen in einem ausländischen Recht.

Die Registrierungsvoraussetzungen und das Verfahren sind in der Rechtsdienstleistungsverordnung geregelt. So müssen z. B. persönliche Eignung, Zuverlässigkeit, einschlägige theoretische und praktische Sachkunde und eine Berufshaftpflichtversicherung in bestimmtem Umfange vorhanden sein. Auch etwaige Untersagungen zur Erbringung von Rechtsdienstleistungen – gleich welcher Art – werden dort öffentlich bekanntgemacht.

### Rechtsfolgen von Verstößen
Bestimmte Verstöße gegen das Rechtsdienstleistungsgesetz (insbesondere die Erbringung von Rechtsdienstleistungen ohne die erforderliche Registrierung sowie Zuwiderhandlung gegen eine vollziehbare Untersagungsverfügung) stellen eine Ordnungswidrigkeit dar, für die eine Geldbuße bis 50.000 Euro angedroht ist (§ 20 RDG). Anders als das Rechtsberatungsgesetz sieht das Rechtsdienstleistungsgesetz bei unentgeltlichen Rechtsdienstleistungen für Verstöße (z. B. gegen § 6 Abs. 2 RDG) zunächst keine Geldbußen vor, allerdings kann gemäß § 9 Abs. 1 RDG die weitere Erbringung von Rechtsdienstleistungen untersagt werden. Der Verstoß gegen diese Untersagung stellt dann eine Ordnungswidrigkeit dar.
Eine Ordnungswidrigkeit ist nach § 20 Abs. 1 Nr. 3 RDG in Verbindung mit § 11 Abs. 4 RDG auch die unbefugte Verwendung von Berufsbezeichnungen, die den Begriff Inkasso beinhalten, sowie die unbefugte Verwendung der Berufsbezeichnung Rentenberaterin oder Rentenberater. Keine Ordnungswidrigkeit hingegen stellt die unbefugte Verwendung der Berufsbezeichnung Rechtsbeistand gemäß § 6 Einführungsgesetz zum Rechtsdienstleistungsgesetz dar.
Auch soweit die unbefugte Verwendung von Berufsbezeichnungen keine Ordnungswidrigkeit nach dem RDG darstellt, kommt unter Umständen ein wettbewerbsrechtlicher Unterlassungsanspruch gemäß § 8 UWG in Betracht.
Das Rechtsdienstleistungsgesetz ist außerdem ein Verbraucherschutzgesetz im Sinne des § 2 Abs. 2 Nr. 8 UKlaG.